# Sainte-Colombe (Rhône)
Sainte-Colombe település Franciaországban, Rhône megyében. Lakosainak száma 1994 fő (2022. január 1.). Sainte-Colombe Vienne, Saint-Cyr-sur-le-Rhône és Saint-Romain-en-Gal községekkel határos.

## Népesség
A település népessége az elmúlt években az alábbi módon változott:
| Lakosok száma | 1962 | 1961 | 1909 | 1886 | 1884 | 1986 | 1953 | 1994 |
|               | 2015 | 2016 | 2017 | 2018 | 2019 | 2020 | 2021 | 2022 |